# Jamba

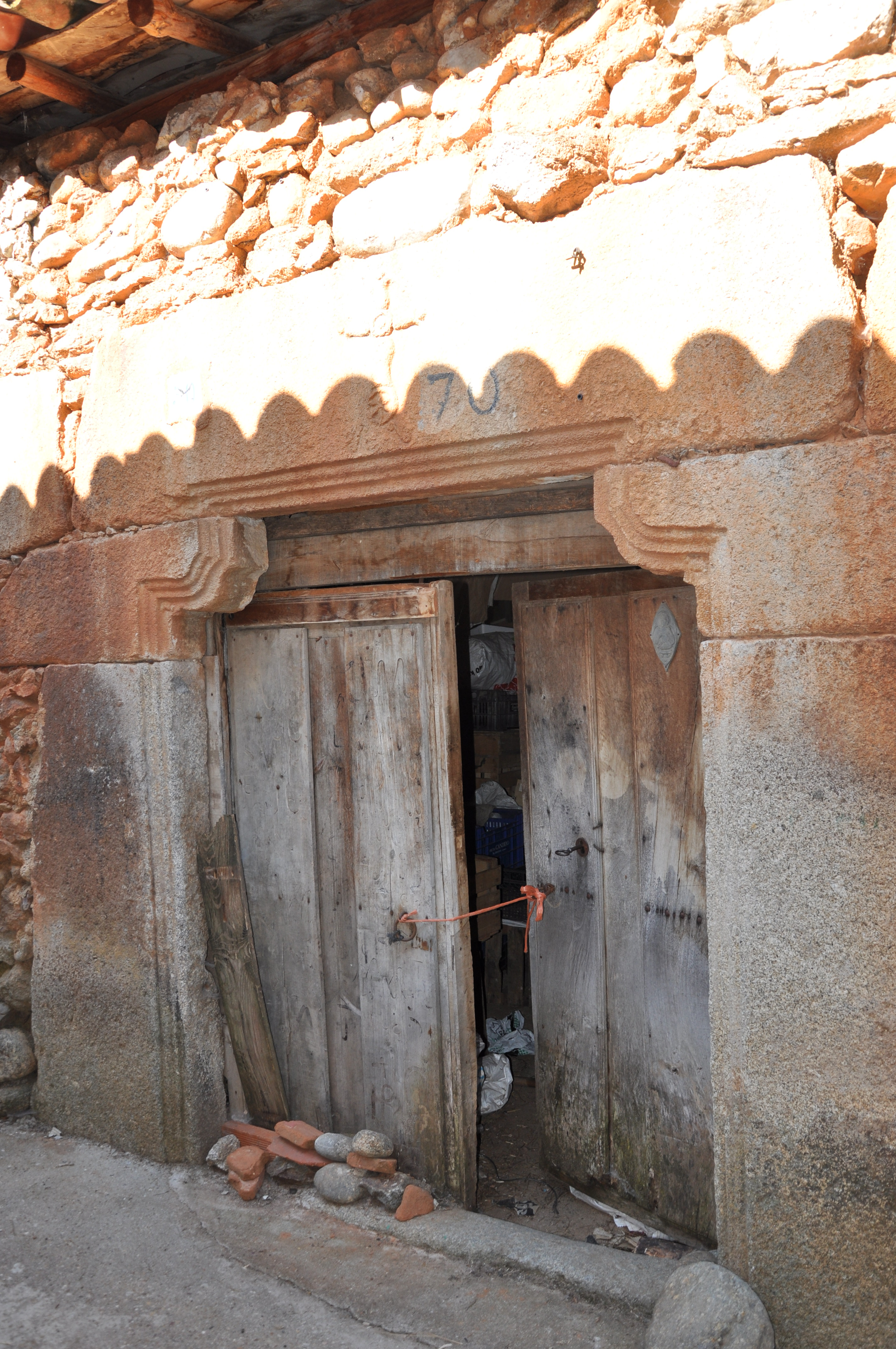
Jambas que sostienen un dintel con un bajorrelieve de una cruz.

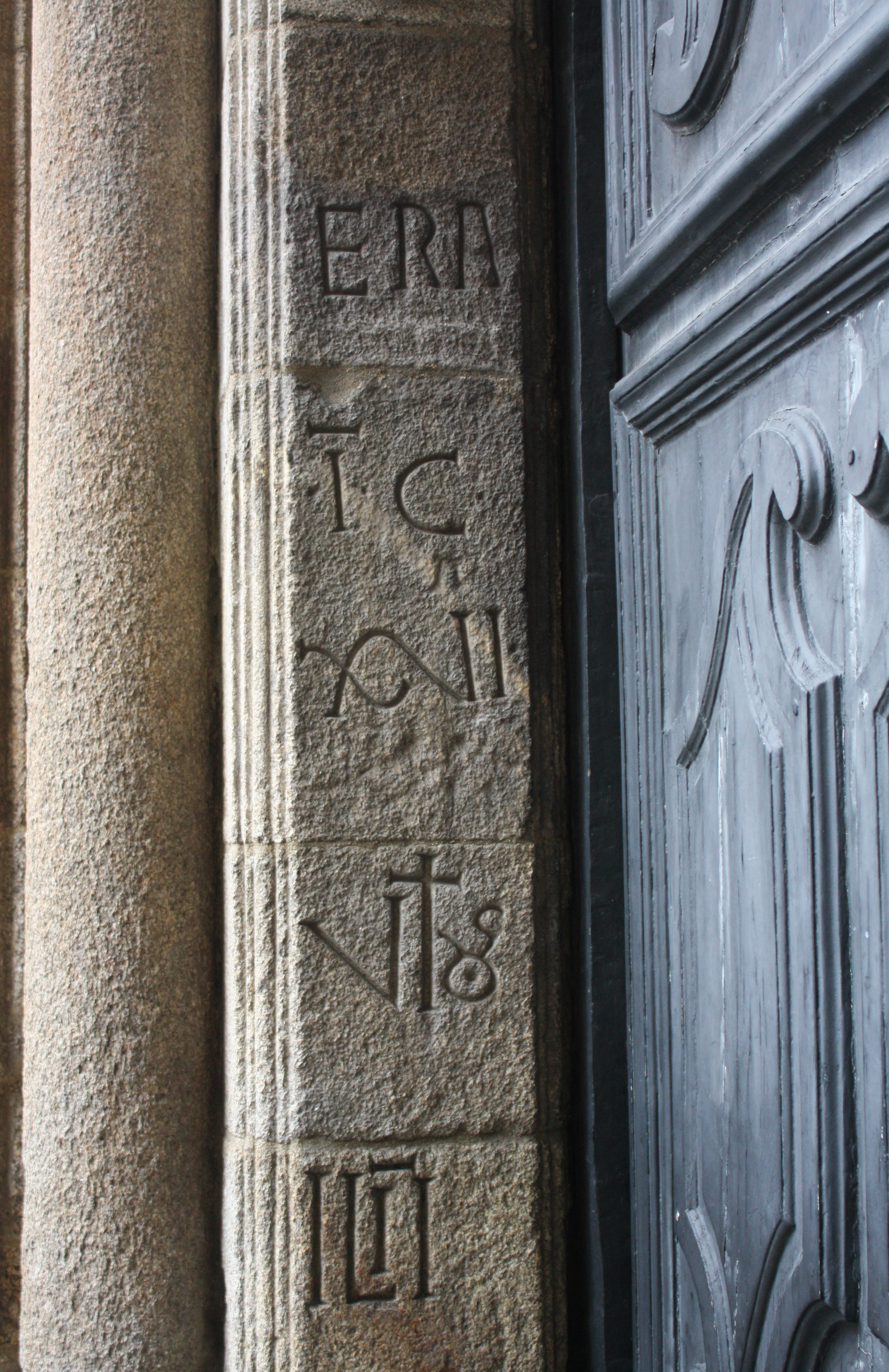
Jamba de una puerta en la Catedral de Santiago de Compostela.

Habitualmente se denomina jambas a los paramentos laterales internos de los vanos de puertas y ventanas que sostiene un dintel o un arco. También una jamba es un pilar de piedra o ladrillo, situado en el espesor de un muro, cuya finalidad es consolidar y trabar las piezas del conjunto. Las jambas suelen estar elaboradas en mampostería, ladrillo o madera.
La palabra jamba procede del idioma francés: jambe, que significa pierna, término utilizado por la semejanza de su función sustentante. 

## Antiguas definiciones de jamba
Vitruvius Pollio, en el Compendio de los diez libros de Arquitectura de Vitruvio, escrito en 1761, expone:
«Jamba es el nombre que se da al marco con molduras que corre alrededor de una puerta o de una ventana: se compone de tres partes, los dos largueros verticales y el travesaño horizontal. Según Paladio, su ancho debe estar comprendido entre la 5ª y la 6ª parte del ancho de la abertura. Hay con todo ejemplos de la 4ª parte en algunos palacios y monumentos, por ejemplo, en el Louvre en Francia, en el Palacio Farnesio en Roma; el perfil de una jamba puede ser igual al de un arquitrabe, porque el objeto es igual.»
Sin embargo, esta definición se ajusta más al actual término jambaje.
Diego Antonio Rejón de Silva, en el Diccionario de las Nobles Artes, de 1788, expone: 
Jamba es «el machón ó pilar de poco resalto, que tiene á cada lado una puerta ó ventana, el qual suele estar adornado de molduras, según es el orden de Arquitectura á que pertenece.»
Benito Bails en su Diccionario de Arquitectura Civil, de 1802, define jamba como:
«La fábrica de piedra sillar, a manera de machón, que forma cada uno de los lados del telar de una puerta o ventana. Si pasa la línea del muro, y es llana, se llama Faxa.»

## Jambaje
Jambaje es el conjunto de las dos jambas y el dintel que conforman el marco de una puerta o una ventana. Todo lo perteneciente al ornato de las jambas y el dintel.
«Jambage: Todo lo perteneciente al ornato de las jambas y dinteles de las puertas.»